# Championnat d'Albanie de football 1958
Navigation
Championnat d'Albanie 1957 Championnat d'Albanie 1959
Le Championnat d'Albanie de football de Kategoria Superiore 1958 est la 19e édition de ce championnat.

## Classement
| Rang | Équipe            | Pts | J  | G | N | P | Bp | Bc | Diff |
| ---- | ----------------- | --- | -- | - | - | - | -- | -- | ---- |
| 1    | Partizan Tirana   | 19  | 14 | 7 | 5 | 2 | 27 | 12 | +15  |
| 2    | Besa Kavajë       | 18  | 14 | 7 | 4 | 3 | 17 | 14 | +3   |
| 3    | 17 Nëntori Tirana | 17  | 14 | 4 | 9 | 1 | 15 | 9  | +6   |
| 4    | Dinamo Tirana     | 16  | 14 | 6 | 4 | 4 | 28 | 18 | +10  |
| 5    | Skënderbeu Korçë  | 12  | 14 | 3 | 6 | 5 | 9  | 16 | -7   |
| 6    | Vllaznia Shkodër  | 11  | 14 | 3 | 5 | 6 | 14 | 22 | -8   |
| 7    | Flamurtari Vlorë  | 10  | 14 | 3 | 4 | 7 | 11 | 21 | -10  |
| 8    | Lokomotiva Durrës | 9   | 14 | 3 | 3 | 8 | 11 | 20 | -9   |

|  | Champion |
|  | Relégué  |

## Bilan de la saison
| Tableau d'Honneur                 |                 |
| Compétition                       | Vainqueur       |
| Championnat d'Albanie de football | Partizan Tirana |
| Coupe d'Albanie de football       | Partizan Tirana |

| Promotions et relégations     |                   |
| Relégués en First Division    | Lokomotiva Durrës |
| Promus en Kategoria Superiore | Labinoti Elbasan  |